# Tour d'Indre-et-Loire
Le Tour d'Indre-et-Loire est une ancienne course cycliste disputée de 1970 à 1982 en Indre-et-Loire.

## Palmarès
| Année | Vainqueur                | Deuxième            | Troisième              |
| ----- | ------------------------ | ------------------- | ---------------------- |
| 1970  | Ercole Gualazzini        | Johny Schleck       | Jacques Cadiou         |
| 1971  | Daniel Proust            | Christian Raymond   | Jan Krekels            |
| 1972  | Bernard Thévenet         | Noël Van Clooster   | José Catieau           |
| 1973  | Yves Hézard              | Cyrille Guimard     | Jürgen Tschan          |
| 1974  | Hennie Kuiper            | Gérard Moneyron     | Christian Raymond      |
| 1975  | Roy Schuiten             | Dietrich Thurau     | Gerrie Knetemann       |
| 1976  | Bernard Hinault          | Yves Hézard         | Roy Schuiten           |
| 1977  | Jean-Pierre Danguillaume | Bernard Hinault     | Roger Gilson           |
| 1978  | Giuseppe Saronni         | Henk Lubberding     | Jean-Luc Vandenbroucke |
| 1979  | Gregor Braun             | Henk Lubberding     | Bert Oosterbosch       |
| 1980  | Jean-Luc Vandenbroucke   | Hennie Kuiper       | Jean-Louis Gauthier    |
| 1981  | Stephen Roche            | Patrick Friou       | Henry Rinklin          |
| 1982  | Patrick Perret           | Ferdi Van Den Haute | Dominique Naessens     |